# Scott Pilgrim vs. the World: The Game
Scott Pilgrim vs. the World: The Game är ett datorspel i genrerna beat 'em up och Datorrollspel som är utvecklat av Ubisoft Montreal till Playstation Network och Xbox Live Arcade i samma veva som filmen Scott Pilgrim vs. the World, år 2010,. Spelet är baserat på Bryan Lee O'Malleys serieromaner om Scott Pilgrim.